# Initiative populaire « Législation sur la circulation routière »
L'initiative populaire « Législation sur la circulation routière » est une initiative populaire suisse, rejetée par le peuple et les cantons le 12 mai 1929.

## Contenu
L'initiative propose de changer l'article 37bis de la Constitution fédérale pour étendre largement les prérogatives de la Confédération en matière de législation routière. Si l'ancienne version de cet article n'autorisait le gouvernement fédéral qu'a édicter des prescriptions concernant les véhicules, l'initiative lui donne des compétences dans la construction et l'entretien des routes de transit, et l'autorise à prélever une taxe sur les carburants qu'elle redistribue aux cantons après déduction de la part dont elle a besoin.
Le texte complet de l'initiative peut être consulté sur le site de la Chancellerie fédérale.

## Déroulement

### Contexte historique
La version alors en vigueur de l'article 37bis, qui donne aux cantons la pleine et entière responsabilité la construction
et l'entretien des routes ainsi que la réglementation de la circulation, est approuvée en votation le 22 mai 1921. Par contre, le projet de loi d'exécution sur cet article est refusé le 15 mai 1927.
Alors qu'un nouveau projet de loi d'application est en discussion au parlement, les initiants décident de lancer cette initiative pour supprimer l'inégalité alors en vigueur selon eux, due à une capacité de législation fédérale strictement limitée aux automobiles et aux vélos ainsi qu'a des disparités législatives rencontrées de cantons à cantons.

### Récolte des signatures et dépôt de l'initiative
La récolte des 50 000 signatures nécessaires par la « ligne pour la circulation routière à Zurich » a débuté le 14 mai 1927. Le 11 octobre de la même année, l'initiative a été déposée à la chancellerie fédérale qui l'a déclarée valide le 4 novembre.

### Discussions et recommandations des autorités
Le parlement et le Conseil fédéral recommandent tous deux le rejet de cette initiative. Dans son message adressé à l'assemblée, le Conseil fédéral remet en cause le besoin de légiférer au niveau fédéral, préférant laisser cette responsabilité aux cantons ; il s'attaque cependant surtout à la proposition d'impôt sur les carburants devant servir à financer la construction et l'entretien des routes, jugeant les recette financières insuffisantes pour remplir cette tâche correctement.
La proposition faite par le Touring Club Suisse de présenter un contre-projet ne reprenant que la première partie de l'initiative n'a pas non plus été suivie par le gouvernement.

### Votation
Soumise à la votation le 12 mai 1929, l'initiative est refusée par 17 4/2 cantons et par 62,8 % des suffrages exprimés. Le tableau ci-dessous détaille les résultats par cantons :